# Islanda la Concursul Muzical Eurovision 2010
Islanda participă la concursul muzical Eurovision 2010. Finala concursului național de determinarea reprezentantului ei, numit Söngvakeppni Sjónvarpsins, a avut loc la 6 februarie 2010. A învins interpreta Hera Björk cu melodia Je ne sais quoi. 